# Seek Bromance
Seek Bromance là một đĩa đơn của nhà sản xuất và DJ người Thụy Điển Avicii, được thực hiện trong khi anh còn dùng tên Tim Berg (cách điệu là Tim/Berg) và cũng là đĩa đơn phát hành thứ hai của anh. Đĩa đơn này được phát hành vào ngày 24 tháng 10 năm 2010 tại Vương quốc Anh, nơi nó được xếp hạng ở vị trí thứ 13. Đầu năm đó, vào ngày 14 tháng 4, Tim Berg đã phát hành một bài hát có tên " Bromance", đứng đầu các bảng xếp hạng Flemish, và đứng ở vị trí thứ hai tại Hà Lan. "Seek Bromance" là phiên bản vocal của bài hát này, với việc thêm giọng hát từ ca khúc "Love U Seek" của DJ người Ý Samuele Sartini kết hợp với ca sĩ người Anh Amanda Wilson, mà trong trường hợp của "Seek Bromance", không được ghi công là ca sĩ tham gia hát.

## Thành phần
"Seek Bromance" được đặt trong thời gian chung với nhịp độ 126 nhịp mỗi phút.